# Поларна клима
Поларна клима је клима заступљена у поларним пределима јужно и северно од 66° јгш и сгш. Карактеришу је изузетно хладне, дуге и оштре зиме и веома кратка и прохладна лета. Температуре се крећу у распону од -70°C (Антарктик) до —50°C (Гренланд) зими, и лети максимално до 0°C. Количина падавина је мала 200-300 милиметара, у неким деловима Антарктика свега 100 mm, а облачност је незнатна. Распрострањена је на Гренланду, поларним острвима и у оквирима границе сталног леда на северној полулопти, а на Антарктику и оближњим острвима, на јужној полулопти, где се издваја и Антарктичка клима.